# Escola Técnica Pandiá Calógeras
A Escola Técnica Pandiá Calógeras (ETPC) é uma escola técnica de Volta Redonda, Rio de Janeiro. Foi fundada em 19 de abril de 1944 com a intenção de oferecer formação profissional aos primeiros empregados da Companhia Siderúrgica Nacional e aos seus filhos, é referência nacional em educação para o trabalho, pela excelência de seu processo ensino-aprendizagem, atualização tecnológica e investimento social.
Teve ao longo de sua história vários nomes, tendo sido criada como Escola Profissional, depois Escola Industrial e por fim Escola Técnica Pandiá Calógeras em homenagem à João Pandiá Calógeras, ex-ministro da Guerra e grande pesquisador da área da mineralogia que teria previsto a criação de uma grande indústria no Vale do Paraíba Fluminense, o que veio a se concretizar no início da década de 1940.
Tem como visão assegurar a educação para o trabalho e para a cidadania, respondendo às demandas de profissionalização e a rapidez da evolução dos perfis exigidos pelo dinamismo mercadológico, dar meios e condições para que o jovem encontre sua profissão e se torne, não apenas um bom profissional, mas um cidadão útil e produtivo em sua comunidade. A requalificação profissional, em parceria com a Secretaria Estadual do Trabalho (SETRAB) e para autônomos também é promovida nesta unidade de ensino.

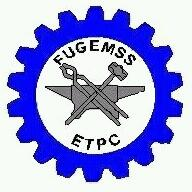
Antiga logomarca da Escola Técnica Pandiá Calógeras (até 1999).

A ETPC foi a primeira escola da América Latina certificada conforme a ISO 9002, obtendo nova certificação na versão ISO 9001 em outubro de 2003, pela ABS. São concedidas bolsas de estudos, prioritariamente aos alunos oriundos da rede pública de ensino, através de concurso aberto à comunidade.